# Aelurognathus tigriceps
Aelurognathus tigriceps è un terapside estinto, appartenente ai gorgonopsidi. Visse nel Permiano superiore (circa 261 - 255 milioni di anni fa) e i suoi resti fossili sono stati ritrovati in Sudafrica.

## Descrizione
Questo animale era di grosse dimensioni, e gli esemplari più grandi potevano oltrepassare i due metri e mezzo di lunghezza. Di questo animale sono noti numerosi crani fossili, che vanno dai 20 centimetri ai 35 centimetri di lunghezza. Aelurognathus era dotato di un muso spesso e abbastanza stretto; l'osso frontale formava una parte del margine orbitale. Erano presenti cinque denti simili a incisivi, un lungo canino di grosse dimensioni e 4-6 postcanini. Il muso bulboso era differente da quello dell'affine Smilesaurus, il quale era anche dotato di canini più allungati e di un minor numero di denti postcanini; Aelurognathus si differenziava da Smilesaurus anche per la presenza di una barra postorbitale espansa e di un ispessimento del margine dorsale dell'orbita e della finestra temporale. Rispetto agli altri animali simili (i Rubidgeinae), Aelurognathus era più primitivo per la presenza di un occipite alto e stretto, così come di una protuberanza dentigera sul palato nell'osso pterigoide. L'omero era dotato di estremità molto espanse, con forame ectepicondilare ed entepicondilare, ed era dotato di una cresta deltopettorale ben sviluppata.

## Classificazione
Aelurognathus tigriceps venne descritto per la prima volta nel 1913 da Broom e Haughton sulla base di resti rinvenuti in Sudafrica in terreni del Permiano superiore. I due studiosi attribuirono inizialmente i fossili alla nuova specie Scymnognathus tigriceps; il genere Scymnognathus, all'epoca, era considerato un "cestino dei rifiuti" per qualunque gorgonopside di taglia medio-piccola. Fu lo stesso Haughton, nel 1924, a ridescrivere i fossili e a istituire per questa specie il genere Aelurognathus. La tassonomia dei gorgonopsi sudafricani è molto complicata, e nel corso degli anni furono descritti numerose altre specie e generi; revisioni più recenti (Gebauer, 2007; Kammerer, 2016) hanno permesso di ricondurre i numerosi esemplari fossili a poche specie. In particolare, secondo lo studio di Kammerer le specie Scymnognathus serratidens, Gorgonorhinus luckhoffi, Leontocephalus cadlei, Prorubidgea maccabei, Sycosaurus brodiei, Clelandina major, Gorgonorhinus minor, Tigricephalus kingwilli, Lycaenops alticeps e Prorubidgea brinki sarebbero tutte da ricondurre ad Aelurognathus tigriceps come mere varianti individuali.
Aelurognathus è un rappresentante dei Rubidgeinae, la sottofamiglia più derivata tra i gorgonopsidi, comprendente forme di notevoli dimensioni e molto specializzate, come Rubidgea e Clelandina.

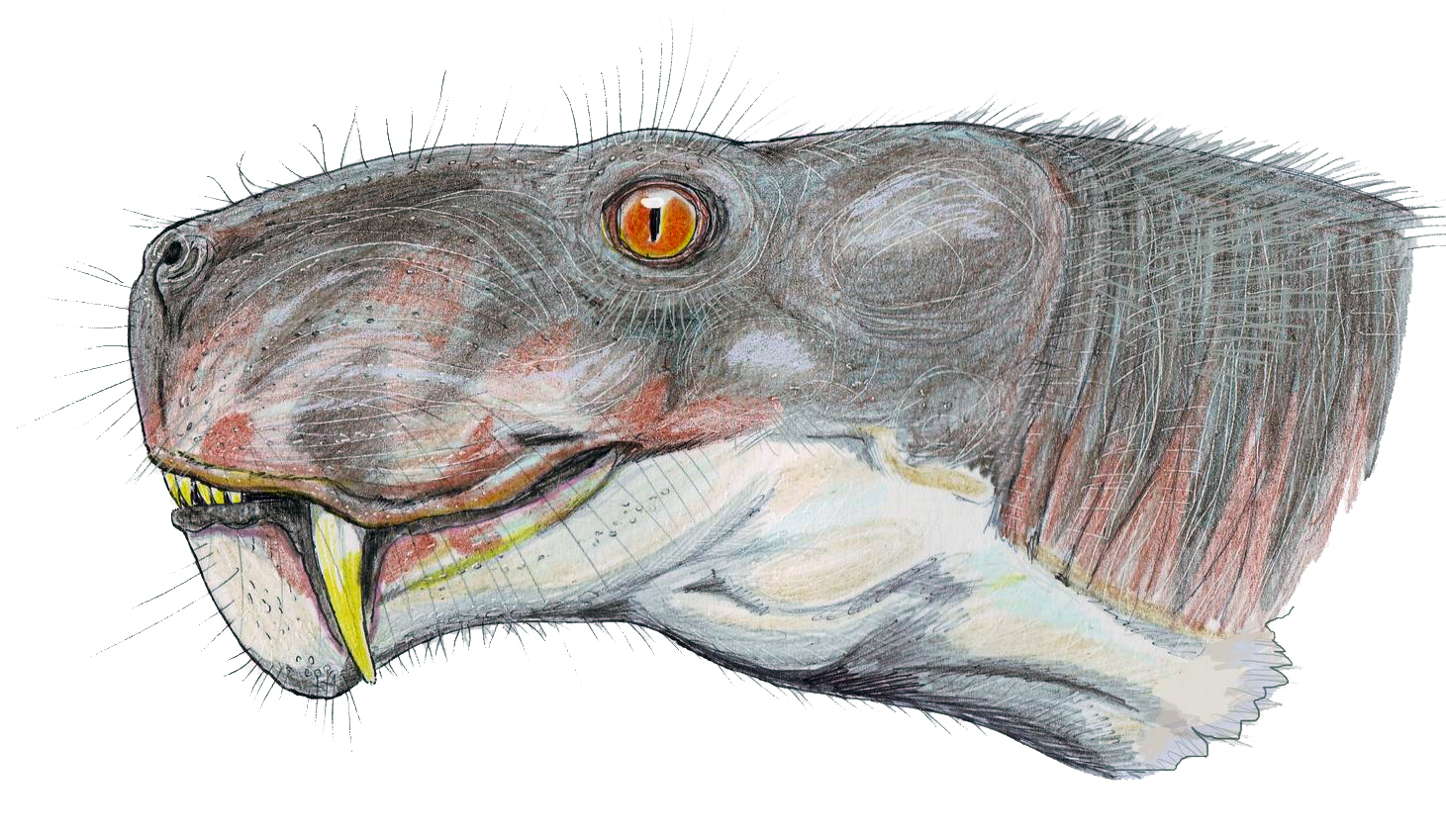
Ricostruzione della testa di Aelurognathus tigriceps

## Paleobiologia
Un dente rotto ritrovato all'interno dello scheletro di un dicinodonte nella "zona a Tropidostoma" è stato attribuito ad Aelurognathus. Ciò suggerirebbe che almeno un esemplare di Aelurognathus si sia nutrito del dicinodonte. Le ossa della parte posteriore dello scheletro sono particolarmente sparse, ed è probabile che alcuni individui di Aelurognathus si siano cibati della parte posteriore della carcassa, staccando le zampe posteriori per raggiungere il ventre molle. I piccoli incisivi anteriori di Aelurognathus indicano che questo animale non era in grado di spezzare le ossa, ma è probabile che strappasse carne dalla sua preda, come gli odierni canidi cacciatori africani (Lycaon pictus). Poderosi segni di morsi sulle ossa dello scheletro del dicinodonte indicherebbero che questo animale era stato ucciso da un altro predatore (Fordyce et al., 2012).